# Акимов, Григорий Тимофеевич
Григо́рий Тимофе́евич Аки́мов ({13 [26] января 1902, Васильевка, Воронежская губерния — 6 октября 1978, Васильевка, Воронежская область) — участник Великой Отечественной войны, связной командира стрелкового батальона 748-го стрелкового полка 206-й стрелковой дивизии 47-й армии Воронежского фронта, Герой Советского Союза (1943), красноармеец.

## Биография
Родился 13 (26) января 1902 года в селе Васильевка (ныне Грибановский район, Воронежская область) в крестьянской семье. Член ВКП(б)/КПСС с 1946 года. По национальности русский. Образование начальное. С 1930 года работал бригадиром полеводческой бригады колхоза в родном селе.
В Красной Армии с ноября 1941 года. На фронте Великой Отечественной войны с 1942 года.
В ночь на 26 сентября 1943 года связной командира батальона 748-го стрелкового полка (206-я стрелковая дивизия, 47-я армия, Воронежский фронт) красноармеец Григорий Акимов, доставляя приказ командира 748-го стрелкового полка в стрелковый батальон, сражавшийся на правом берегу реки Днепр в районе села Пекари Каневского района Черкасской области Украинской ССР, вплавь преодолел Днепр и, выйдя на берег, попал под огонь противника.
Григорий Акимов гранатами уничтожил вражеский пулемёт и несколько гитлеровцев.
Несмотря на полученное в этом бою ранение, красноармеец Г. Т. Акимов сумел доставить приказ командиру батальона.
Указом Президиума Верховного Совета СССР от 25 октября 1943 года за образцовое выполнение боевых заданий командования на фронте борьбы с немецко-фашистским захватчиками и проявленные при этом мужество и героизм красноармейцу Акимову Григорию Тимофеевичу присвоено звание Героя Советского Союза с вручением ордена Ленина и медали «Золотая Звезда» (№ 1165).
В 1945 году Г. Т. Акимов демобилизован, вернулся в родное село Васильевка. До выхода на пенсию работал в колхозе. Скончался 6 октября 1978 года.

## Награды
- Медаль «Золотая Звезда» Героя Советского Союза[2]
- Орден Ленина[2]
- Медали[2]

## Память
Именем Героя названа улица в селе Васильевка и установлена мемориальная доска.